# جين كارتر
جين كارتر (بالإنجليزية: Gene Carter)‏ هو قاضي ومحامي أمريكي، ولد في 1 نوفمبر 1935 في ميلبريدج في الولايات المتحدة.